# Myrmekiaphila neilyoungi
Myrmekiaphila neilyoungi ist eine Art der Gattung Myrmekiaphila aus der Unterfamilie Apomastinae innerhalb der Familie der Euctenizidae.

## Beschreibung
Die Art Myrmekiaphila neilyoungi wird in die fluviatilis-Gruppe gestellt und gehört demnach in die nächste Verwandtschaft von Myrmekiaphila fluviatilis, Myrmekiaphila howelli, Myrmekiaphila jenkinsi, Myrmekiaphila millerae und Myrmekiaphila torreya.
Die Länge des Prosomas schwankt zwischen 6,25 und 7,76 mm bei den Weibchen und zwischen 7,19 und 8,00 mm bei den Männchen.
Adulte Männchen können von den anderen Arten der Gattung unter Zuhilfenahme genitalmorphologischer Merkmale unterschieden werden, insbesondere anhand des Baus der Pedipalpentibia mit ihrem klar abgesetzten und retrolateral ausgeschachteten Vorsprung und anhand der Gestalt des langen Embolus und dessen Hilfszinke.
Die morphologische Unterscheidung der Weibchen von anderen Arten der Gattung ist schwierig. Die Vulven adulter Weibchen weisen jedoch mit der Anordnung und Ausformung ihrer Spermatheken und Bulben eine kennzeichnende Genitalstruktur auf.

## Verbreitung
Myrmekiaphila neilyoungi ist für weite Teile des US-amerikanischen Bundesstaates Alabama nachgewiesen, ein einziger Beleg liegt außerhalb Alabamas vor, im Nordwesten des Bundesstaates Florida, nahe der Grenze zu Alabama.

## Forschungsgeschichte
Die Art wurde 2007 im Rahmen einer Revision der Gattung von Jason E. Bond und Norman I. Platnick unter Festlegung eines männlichen Holotypen und eines weiblichen Paratypen beschrieben, auf Grundlage von Exemplaren, die 1998 von J. Powell auf dem Campus der Samford University im County Jefferson in Alabama gesammelt wurden. Durch Nachbestimmung älterer Fundtiere konnten die Fundmeldungen von Myrmekiaphila neilyoungi bisher bis zum Jahr 1940 rückverfolgt werden; seitdem lässt sich das Tier für jedes Jahrzehnt im Südosten der USA nachweisen.
Der Name Myrmekiaphila wurde 1886 von G. F. Atkinson als Gattungsbezeichnung eingeführt und lässt sich aus dem Griechischen ableiten (griech.: δ μνρμηξ, ηχος  = „die Ameise“; φίλος = „lieb, angenehm; liebend, befreundet“ oder δ φίλος = „Freund, Kamerad, Liebhaber“). Das Epitheton des Artnamens wurde als Patronym zu Ehren von Neil Young vergeben mit der erklärten Absicht, dessen soziales Engagement für den Frieden im Laufe seiner musikalischen Karriere zu würdigen.